# Сагинтаев, Джарулла
Джарулла Сагинтаев (1907, аул № 6, Уральская область, Российская империя — октябрь 1963, Алма-Ата, Казахская ССР, СССР) — советский общественный и политический деятель. В 1939—42 гг. — председатель исполнительного комитета совета депутатов трудящихся Южно-Казахстанской области.

## Биография
Окончил Казахский медицинский техникум (1930), Алма-Атинскую высшую партийную школу.
В 1931—1933 годах — заведующий хозяйственного отдела зернового сектора Казакского крайкома.
В 1933—1936 годах — ответственный секретарь, инструктор Президиума Центрального исполнительного комитета Казахской ССР.
В 1938—1939 годах — заместитель председателя исполнительного комитета совета Южно-Казахстанской области, с 1942 года работал в ЦК КП Казахстана.
В 1944—1947 гг. — председатель исполнительного комитета совета депутатов трудящихся Талды-Курганской области.
В 1947—1948 гг. — председатель Исполнительного комитета Джамбульского районного Совета.
В 1950—1952 гг. — заместитель председателя Правления Казахского республиканского Совета промысловой кооперации.
Скончался в октябре 1963 года, похоронен на Центральном кладбище Алма-Аты.
Награждён орденом Трудового Красного Знамени (05.11.1940) «в связи с 20-летним юбилеем Казахской ССР, за достижения в развитии промышленности, сельского хозяйства, науки и искусства».